# Islas Salomón en los Juegos Olímpicos de Río de Janeiro 2016
Las Islas Salomón participó en los Juegos Olímpicos de Río de Janeiro 2016 con un total de tres deportistas, que compitieron en dos deportes. La levantadora de peso Jenly Tegu Wini fue la abanderada en la ceremonia de apertura.

## Participantes
Atletismo
- Rosefelo Siosi (5000 metros masculinos)[2]
- Sharon Firisua (5000 metros femeninos)[2]

Halterofilia
- Jenly Tegu Wini (-58 kg femeninos)[2]